# Фаршиньов Дмитро Олександрович
Дмитро Олександрович Фаршиньов (рос. Дмитрий Александрович Фаршинёв; 29 травня 2000, Іркутськ, Росія — 5 квітня 2022, Україна) — російський військовик, єфрейтор ПДВ РФ. Герой Російської Федерації.

## Біографія
В 2017 році закінчив Кяхтинську середню загальноосвітню школу №2, після чого вступив в Бурятський республіканський будівельний технікум, де навчався на електромонтажника. Після закінчення технікуму в 2018 році був призваний в ЗС РФ і призначений в 11-ту окрему десантно-штурмовку бригаду. Після завершення строкової служби підписав контракт і продовжив службу в своїй бригаді. В 2019 році був відряджений в Сирію. З 24 лютого 2022 року брав участь у вторгненні в Україну, бився на Донбасі. Загинув у бою. 25 квітня 2022 року був похований в Кяхті.

## Нагороди
- Медаль «За зміцнення бойової співдружності»
- Медаль «За військову доблесть» 2-го ступеня
- Медаль «Учаснику військової операції в Сирії»
- Звання «Герой Російської Федерації» (квітень 2022, посмертно) — «за мужність і героїзм, проявлені під час виконання військового обов'язку.» 21 травня медаль «Золота зірка» була передана рідним Фаршиньова в Улан-Уде. До нагородження рядового Едуарда Дьяконова Фаршиньов був наймолодшим Героєм РФ.

## Вшанування пам'яті
- В 2022 році на честь Фаршиньова був названий сквер в Кяхті.